# Inferno (pel·lícula de 2016)
Inferno és una pel·lícula de suspens estatunidenca dirigida per Ron Howard. El guió és de David Koepp i està basat en la novel·la Inferno (2013) de Dan Brown. Els protagonistes de la pel·lícula són Tom Hanks, Felicity Jones, Omar Sy, Sidse Babett Knudsen, Ben Foster i Irrfan Khan. Es va començar a rodar el 27 d'abril de 2015 a Venècia, Itàlia. L'estrena es realitzà a Florència el 9 d'octubre de 2016 i als Estats Units fou el 28 d'octubre, 10 anys després de l'estrena de El codi Da Vinci. Tot i rebre crítiques generalment negatives, va ingressar 220 milions de dòlars amb un pressupost de producció de 75 milions de dòlars. S'ha subtitulat al català.

## Argument
Robert Langdon desperta en una habitació d'un hospital de Florència, Itàlia, i ha perdut la memòria; no recorda què li ha passat durant els darrers dies. Sienna Brooks, la seva doctora, serà qui l'ajudarà a escapar de l'hospital i amb qui viurà tota l'aventura.

## Repartiment
- Tom Hanks en el paper de Robert Langdon: Professor de simbologia de la Universitat Harvard.[5]
- Felicity Jones en el paper de Sienna Brooks: Doctora que ajuda Langdon a escapar i la companya d'aventures.[6]
- Omar Sy en el paper de Christoph Bruder: Cap de l'equip de SRS.[6]
- Ben Foster en el paper de Bertrand Zobrist: científic obsessionat en solucionar el problema de la superpoblació del món.[7][8]
- Irrfan Khan en el paper de Harry "El prebost": El cap del Consorci, ajudant Zobrist en la seva missió.[6]
- Sidse Babett Knudsen en el paper d'Elizabeth Sinskey: Cap de l'Organització Mundial de la Salut.[6]
- Ana Ularu en el paper de Vayentha: l'agent del Consorci a Florència i que té ordres de seguir Langdon.[8]
- Jon Donahue en el paper de Richard.[8]

## Producció
El 16 de juliol de 2013, Sony Pictures Entertainment va escollir Ron Howard com a director de la pel·lícula del quart llibre de Dan Brown Inferno, del qual David Koepp havia d'escriure el guió. Per altra banda, Imagine Entertainment s'encarregà de produir la pel·lícula. Tom Hanks fou un altre cop escollit per a la interpretació de Robert Langdon. El 26 d'agost de 2014, Sony es va posar d'acord amb Howard i Hanks. Van decidir començar a rodar la pel·lícula l'abril a Itàlia. Brian Grazer va produir la pel·lícula amb Howard.
El 2 de desembre, Felicity Jones ja havia fet uns primers contactes per afegir-se al repartiment. El 17 de febrer de 2015, es va informar del repartiment definitiu en el qual també apareixia Felicity Jones com a Sienna Brooks, Omar Sy com a Christoph Bruder, Irrfan Khan com a Harry "El prebost", i Sidse Babett Knudsen com a Elizabeth Sinskey, la cap de l'Organització Mundial de la Salut. Van proposar Ben Foster per a un paper de dolent el 10 de març de 2015.

## Rodatge i estrena
La data límit per començar la pel·lícula era l'abril de 2015, a Florència (Itàlia). El rodatge es realitzà també a Venècia i Istanbul. Finalment, es va començar el 27 d'abril de 2015 a Venècia, Itàlia, i continuà a Florència a finals d'abril. Les escenes exteriors protagonitzades per Tom Hanks van ser rodades a prop el Palazzo Vecchio i en altres indrets de l'històric centre de la ciutat. Algunes escenes van ser filmades en un apartament proper al Ponte Vecchio, a Florència. A Florència es van fer algunes filmacions aèries del riu i els ponts. Però s'havia planejat que la major part del rodatge es realitzés a Budapest (Hongria).
Quant a la ubicació del film, la seva producció té el codi "Headache (Mal de cap)", que es pot haver escollit per una referència a un cop que va patir Robert Langdon al principi de la història.
El juliol de 2013, Sony va proposar l'estrena de la pel·lícula pel 18 de desembre de 2015. Més tard, l'octubre 2014, la data va ser canviada i es va proposar per un any més tard: el 14 d'octubre de 2016.